# 条約改正日誌

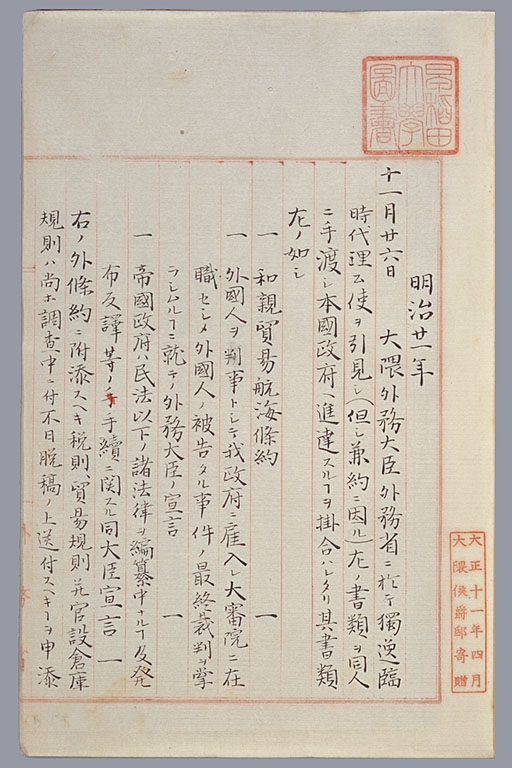
「条約改正日誌」

条約改正日誌（じょうやくかいせいにっし）とは、明治時代、外務大臣として条約改正に尽力した大隈重信の秘書官だった加藤高明の記した日誌。

## 概要
大隈重信は井上馨外相辞任後の第1次伊藤内閣の外相、つづいて黒田内閣の外務大臣に任じられ、とくに首相黒田清隆からは条約改正交渉を一任されていた。
「条約改正日誌」は、大隈外相の秘書官兼政務課長として改正条約案の立案や外国公使との会見交渉にあたった加藤高明（1860年-1926年）が自らの活動を記した日誌であり、黒田内閣成立後の1888年（明治21年）11月26日から大隈重信遭難事件のあった1889年（明治22年）10月18日までについて記録されている。大隈外相時代の条約改正交渉の詳細が知られる重要な史料である。
自筆本が『大隈文書』に収載されており、「大隈外務大臣書翰案」を附している。早稲田大学所蔵。